# Megascops watsonii
El autillo orejudo o currucutú de la selva (Megascops watsonii) es una especie de ave de la familia Strigidae, que se encuentra en Bolivia, Brasil, Colombia, Ecuador, Guayana francesa, Guyana, Perú, Surinam, y Venezuela.

## Hábitat
Vive en el bosque húmedo alto y áreas inundables con palmas.

## Descripción
En promedio mide 22 cm de longitud y pesa 115 g. Tiene penachos como orejas alargadas y presenta cejas y anillo facial negruzcos. El plumaje de las partes superiores es diferentes tonos de color marrón, que le ayudan a camuflarse entre las cortezas de los árboles. Existen formas de plumaje grisáceo y castaño rojizo. La coloración de las partes inferiores varía según la subespecie: en O. w. watsonii (al norte del Amazonas) el color de fondo es leonado rojizo a ocráceo, con notorias líneas negras; en O. w. usta (al sur del Amazonas, considerada por algunos como especie diferente) el color de fondo es pálido (con matices acanelados, grisáceos o amarillentos), con marcas blancuzcas desde el pecho y pocas líneas negras delgadas.
Su llamado es una secuencia bububububu..., emitido principalmente durante el crepúsculo.

## Alimentación
Caza en la noche, se alimenta principalmente de insectos y también de pequeños vertebrados.